# Salona
Salona (in croato Solin) è una città della regione spalatino-dalmata, in Croazia.

## Storia

### Origine
La prima menzione del nome di Salona è del VII secolo a.C., come un insediamento illirico vicino alle sorgenti del fiume Jadro. Nel primo millennio i greci istituirono un emporio greco, potenziato dalla colonia di Tragyrion (attuale Traù). Sembra però che il primo insediamento sia dei Traci Manii, in seguito conquistato dai illiri dei Delmatae (IV secolo a.C.).

### Conquista e dominio romano
Nel 118 a.C. il proconsole dell'Illirico, Lucio Cecilio Metello, condusse una campagna militare vittoriosa contro i Delmatae, tanto da meritarsi il trionfo ed il Cognomina ex virtute di Dalmaticus. Appiano aggiunge che:
(Appiano, Guerra illirica, 11 e 33.)
Il proconsole dell'illirico, un certo Gaio Cosconio, combatté i Delmatae per almeno un paio d'anni (78-76 a.C.). La guerra terminò con la presa di Salona, che divenne una base permanente in mano ai Romani, tanto che dopo venticinque anni qui vi venne inviata una colonia romana. Vent'anni più tardi venivano inviati cittadini romani in questa stessa città. Narona era invece utilizzata come base militari per le spedizioni verso l'entroterra dalmata.
Gaio Giulio Cesare avrebbe voluto intraprendere una campagna contro le popolazioni illiriche a sud del "quartier generale" di Aquileia, ma nuove sollevazioni in Gallia lo costrinsero a tornare nel paese dei Celti. Sappiamo, infatti, di un suo soggiorno e di operazioni militari/diplomatiche condotte nei pressi di Salona attorno al 3 marzo del 56 a.C.
Nel 49 a.C., allo scoppio della guerra civile, il pompeiano Marco Ottavio, dopo aver ottenuto un successo contro i cesariani Gaio Antonio, fratello di Marco Antonio e Publio Cornelio Dolabella nel golfo del Quarnaro, iniziò ad attaccare i porti delle città rimase fedeli a Cesare. Mosse quindi contro la città di Salona, che resistette validamente, anche grazie al supporto degli schiavi, che furono liberati, e delle donne, che combatterono al pari degli uomini. Questo insuccesso costrinse però Ottavio a ripiegare con la flotta su Dyrrachium, peraltro dopo aver fallito di impossessarsi di altri insediamenti lungo la costa. Sappiamo da Cesare che Salona fu eletta conventus iuridicus almeno da questo periodo.
Nel 48-47 a.C., dopo la vittoria di Cesare su Pompeo a Farsalo (9 agosto del 48 a.C.), i Pompeiani, guidati da Marco Ottavio, utilizzarono l'Illirico per riprendere a compiere nuove azioni militari contro i Cesariani. Fu così che, per contrastare l'avanzata dei Pompeiani e contemporaneamente quella dei Delmatae, Cesare inviò contro di loro, un ex-partigiano di Pompeo, Aulo Gabinio, a capo di quindici coorti e tremila cavalieri, il quale si incamminò via terra girando intorno all'Adriatico, cosa mai accaduta prima d'allora. Gabinio, dopo essere penetrato nel territorio dei Delmatae, lungo il fiume Cigola (Čikola) nei pressi di Synodion, subiva una dura sconfitta, perdendo cinque delle sue coorti e i rispettivi vexilla. Non demordeva però continuando la sua avanzata fino a raggiungere Salona nell'inverno del 48-47 a.C.. La campagna militare continuò all'inizio dell'anno successivo (47 a.C.), soffrendo di numerose altre perdite da parte romana, tra cui 4 tribuni, 38 centurioni e 2.000 legionari.
Sotto l'Impero romano, fu la capitale della regione della Dalmazia: qui nacque l'imperatore romano Diocleziano (regno 284-305) che, nel 305, quando si ritirò a vita privata, si trasferì in un palazzo a pochi chilometri a sud di Salona, ad Aspalathos (Spalato).
Salona fu poi la sede dei magistri militum per l'Illyricum, Marcellino e Giulio Nepote; quest'ultimo vi ritornò dopo essere stato deposto dal soglio imperiale romano nel 476 e qui morì nel 480, forse per opera del vescovo di Salona, quel Glicerio, che era stato imperatore prima di Nepote ed era stato obbligato a prendere i voti.

### Slavi e Avari
Nel 600 gli Slavi vi giunsero senza entrarvi. Intorno al 614 Salona fu distrutta da un attacco degli Avari: i superstiti si trasferirono a Spalatum, il villaggio fortificato che era sorto attorno al palazzo di Diocleziano e che divenne poi la città di Spalato.

## Località
La città di Salona, oggi Solin, è suddivisa nelle otto frazioni (naselja) elencate di seguito. Tra parentesi il nome in lingua italiana, generalmente desueto.
- Blaca (Blazza)
- Kučine (Cùccine)
- Mravince (Maravinze)
- Ninčevići (Nonese)
- Rupotina (Rupettina)
- Solin (Salona), sede comunale
- Sveti Kajo (San Caio)
- Vranjic (Vragnizza)

## Galleria d'immagini

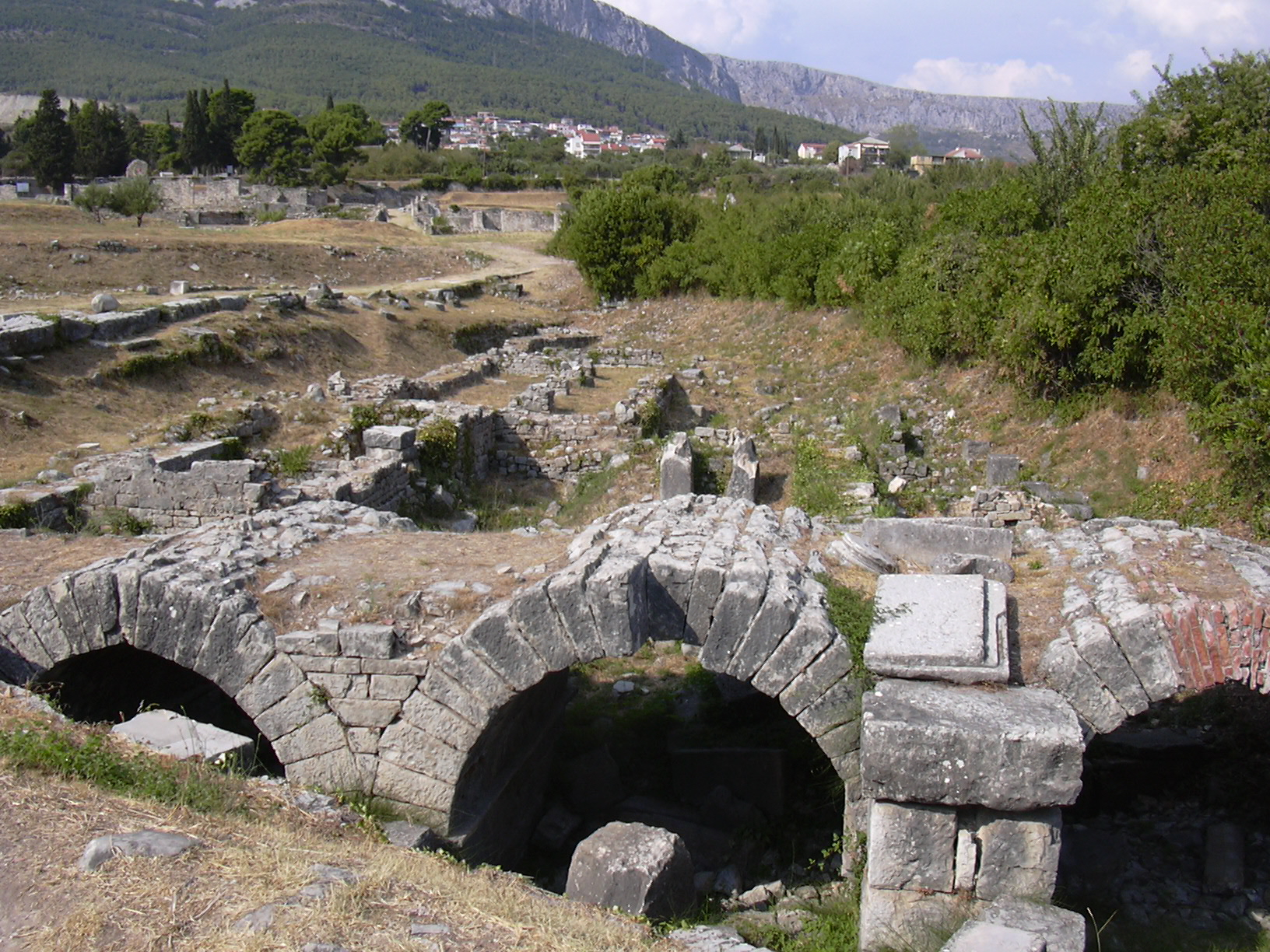
Acquedotto di Salona
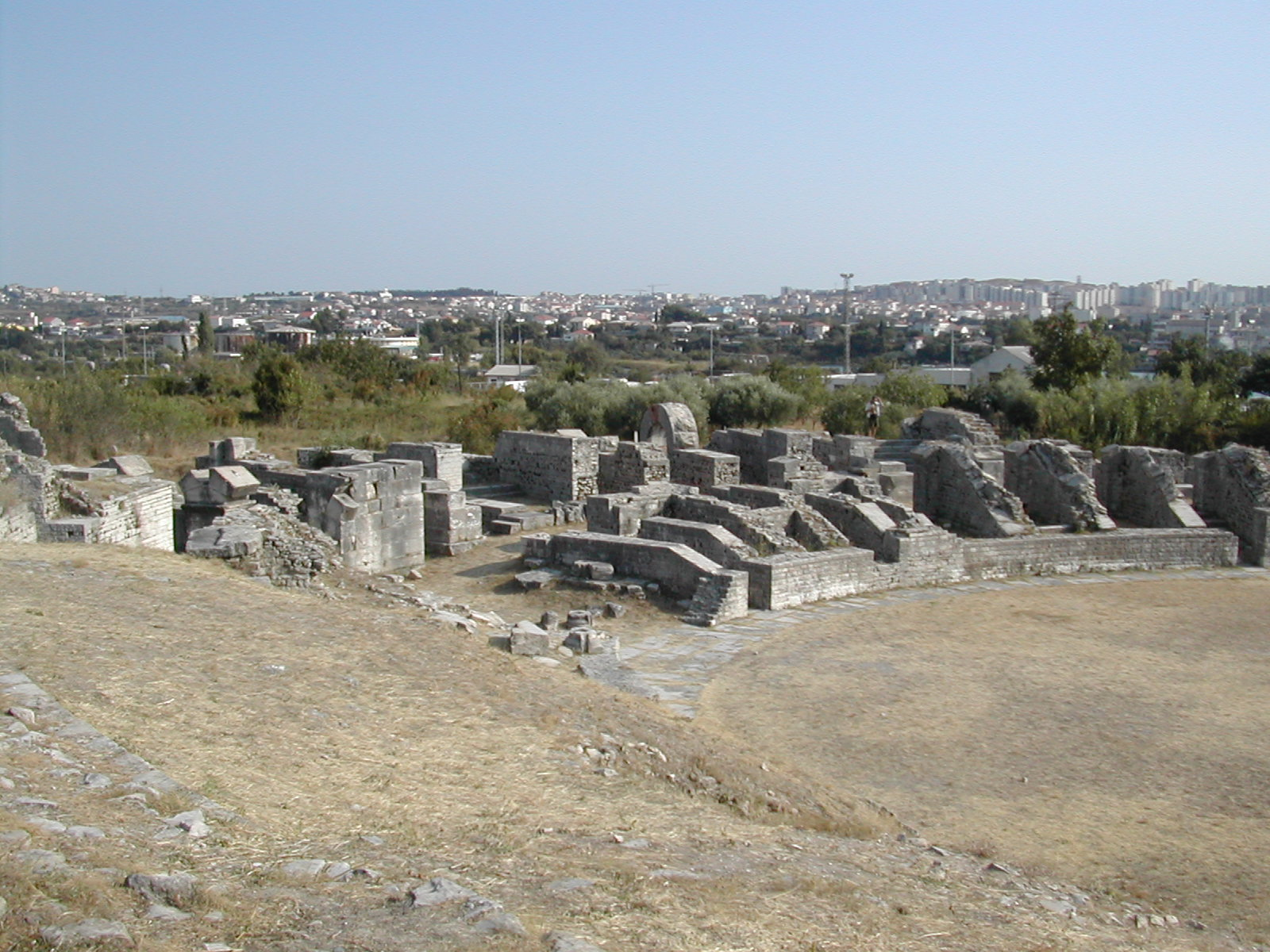
Anfiteatro di Salona
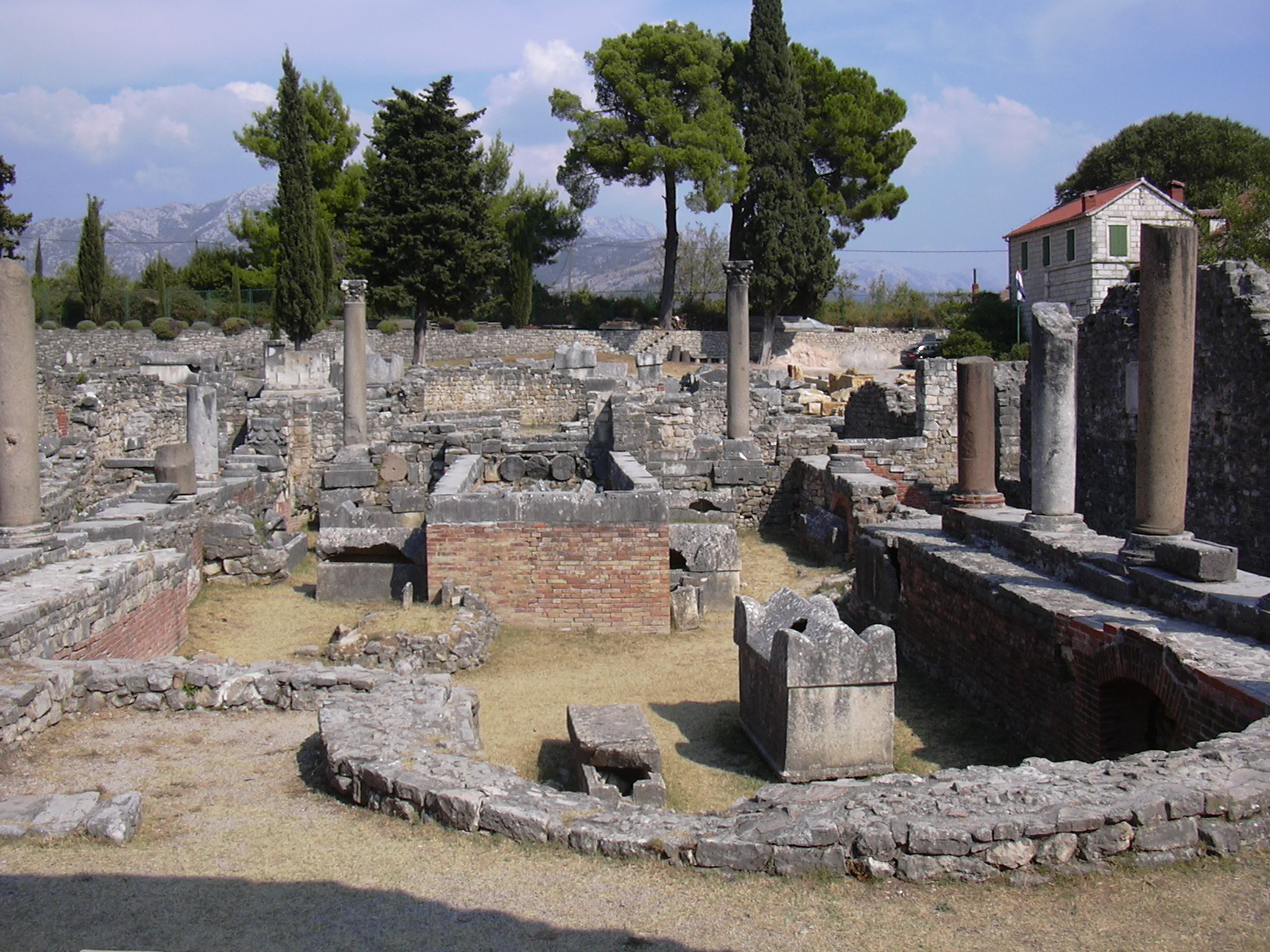
Chiesa paleocristiana di Salona
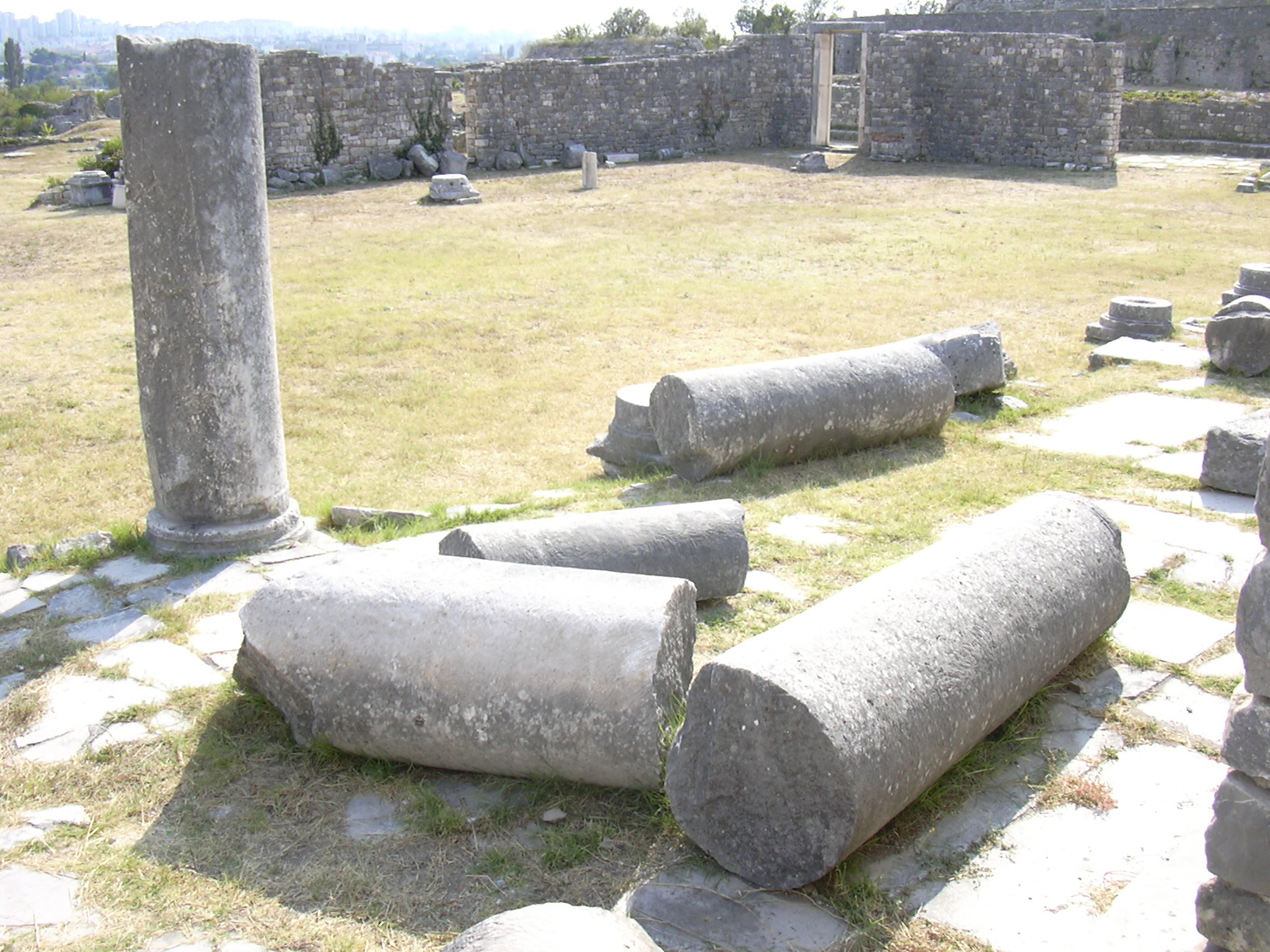
Colonne nella città di Salona